# Manfred Kustak
Manfred Kustak (* 3. September 1941) ist ein ehemaliger deutscher Fußballspieler. Für den SC Neubrandenburg spielte er 1964/65 in der DDR-Oberliga, der höchsten Spielklasse im DDR-Fußball.

## Sportliche Laufbahn
Mit zwölf Jahren begann Manfred Kustak 1953 bei der Betriebssportgemeinschaft (BSG) Turbine Neubrandenburg organisiert Fußball zu spielen. Während seiner langjährigen Fußballkarriere, die bis in die 1980er Jahre dauerte, machte er alle Strukturveränderungen von der BSG Turbine über den Sportclub, die Fußballsportvereinigung bis hin zur BSG Post Neubrandenburg mit. Mit der BSG Turbine stieg Kustak 1962 von der drittklassigen II. DDR-Liga in die I. DDR-Liga auf, die nach Einstellung der II. Liga 1963 nur noch als DDR-Liga bezeichnet wurde. Während der zwei Spielzeiten in der DDR-Liga bis 1964, in der die Neubrandenburger als Sportclub auftraten, gehörte Kustak mit 50 Einsätzen bei 56 ausgetragenen Punktspielen zur Stamm-Mannschaft der Neubrandenburger. 1964 gelang dem SC  Neubrandenburg der Aufstieg in die Oberliga. Als Verteidiger bestritt Kustak 20 der 26 Oberligaspiele, stieg danach mit der Mannschaft aber wieder in die DDR-Liga ab. Dort war er weiter bis 1971 aktiv, war aber nur in der Saison 1966/67, nun für die BSG Post spielend, voll einsatzfähig. Zu Beginn der Spielzeit 1967/68 erlitt er in einem Pokalspiel einen Beinbruch, sodass er erst wieder in der Saison 1968/69 in der 1. Mannschaft eingesetzt werden konnte. In den drei Spielzeiten zwischen 1968 und 1971 bestritt er lediglich 23 der insgesamt 86 DDR-Liga-Punktspiele. Von 1971 bis 1980 war Kustak noch in der drittklassigen Bezirksliga Neubrandenburg für die 2. Mannschaft der BSG Post Neubrandenburg aktiv, für die er danach noch als Übungsleiter tätig war.